# 온서안
온서안(溫瑞安, 1954년 1월 1일~ )은 말레이시아 출생의 홍콩 작가이며, 하카계 출신이다. 신파무협작가로서 고룡 이후 최고의 작가로 꼽힌다.
온서안은 포쾌, 즉 포졸이 사건을 파헤치고 도둑을 잡는 작품을 주로 써내어 그 나름의 방면을 개척한 작가이다.
이는 TV 극본과 비슷한 스타일로 소설을 쓰고, 이야기의 배경도 고룡의 작품과 비슷하여 시대적 배경이 아주 애매하다. 그가 그려내는 무공은 아주 특이한데 마치 마법이나 법술과 같고, 무기도 주술적 성격을 지닌 법보와 같게 된다. 이는 신파 무협소설의 후기 작품들의 성격을 말해 주고 있다.
대표적인 작품은 <사대명포>, <포의신상>, <경염일창>으로 유명하다.

## 드라마화된 작품
<사대명포>: 다음과 같은 작품이 있다.
- 1984년 홍콩 ATV 제작; 이조화, 곽욱기 감독; 오위국, 미설, 동위 주연
  - 1985년 홍콩 ATV 제작; 1984년작 속집. 별칭: <중출강호>; 완혜원 감독; 왕위, 나낙림, 노진순 주연
- 1989년 대만 CTV 제작; 본명 <벽력신포-사대명포 속집>; 유응종 감독; 미설, 송헌굉 주연
- 2003년 중국 대륙 제작; <소년사대명포>; 오권한, 유해파, 장경업 감독; 하윤동, 차인표 주연
  - 2004년 대만 CTV 제작; <역수한-사대명표 계열>; 장지림, 종한량 주연
- 2008년 홍콩 TVB 제작; <소년사대명포>; 임지화 감독; 임봉, 진건봉, 마국명 주연

<경염일창>: 2004년 홍콩 TVB 제작; 당기명 감독; 마덕종, 구금당, 진금홍, 사시만, 석수 주연
<포의신상>: 다음과 같은 작품이 있다.
- 1983년 쇼브라더스사 제작; 노준곡 감독; 서소강, 유영, 만자량 주연
- 2006년 홍콩 TVB 제작; 관영충 감독; 임봉, 임문룡, 이시운, 강대위, 향해람 주연